# Rialp
{{Tóm tắt thành phố Tây Ban Nha 
| tên tbn = Rialp
| tên bản địa = Rialp
| tên hiệu = 
| khẩu hiệu = 
| ý nghĩa khẩu hiệu = 
| hình cờ = Bandera de Rialb.svg
| kt cờ = 
| hình con dấu = Escut de Rialp.svg
| kt con dấu = 
| hình nền trời = 
| bd chèn = 
| ktbd chèn = 
| ctbd = Vị trí của Rialp 
| vị trí nhãn chèn = 
| vĩ độ = | vĩ phút = | vĩ giây = | vĩ hướng = 
| kinh độ = | kinh phút = | kinh giây = | kinh hướng = 
| cộng đồng =  Catalonia
| tỉnh =  Lérida
| quận = Pallars Sobirá
| đô thị = 
| xứ = 
| khu = 7
| thị trưởng = Gerard Sabarich i Fernández-Coto
| đất liền = 56
| độ cao = 725
| dso = 
| dso vào = 
| mật độ dso = 0
| địa điểm 1 = Lérida
| địa điểm 1 xa = 
| địa điểm 2 = 
| địa điểm 2 xa = 
| website = 
| mã bưu chính = 25594
| mã điện thoại = 
| lat_long = 42°26′45″B 1°8′7″Đ / 42,44583°B 1,13528°Đ
| tên dân cư = 
| ngôn ngữ = 
| kết nghĩa = 
| thánh = 
}}
Rialp là một đô thị trong tỉnh Lérida, cộng đồng tự trị Cataluña Tây Ban Nha. Đô thị Rialp có diện tích là 56 ki-lô-mét vuông, dân số năm 2009 là 653 người với mật độ 11,68 người/km². Đô thị Rialp có cự ly km so với tỉnh lỵ Lérida.